# Metropolia di Moldavia e Bucovina
La metropolia di Moldavia e Bucovina (in romeno Mitropolia Moldovei și Bucovinei), è una delle metropolie (o province ecclesiastiche) della chiesa ortodossa rumena in  Romania. Ha sede a Iași. L'attuale metropolita è Teofan Savu.

## Storia
La metropolia di Moldavia è stata fondata tra il 1381 ed il 1386 e riconosciuta dal Patriarcato ecumenico di Costantinopoli nel 1401, quando era guidata dal vescovo Joseph Musat. Nel 1872 è stata unita alla metropolia di Ugro-Valacchia per dare vita alla chiesa ortodossa rumena. Sede metropolitana è stata inizialmente la città di Rădăuți, quindi dal 1401 Suceava e dalla metà del XVII secolo fino ad oggi Iași.
Nel 1783 l'eparchia della Bucovina fu staccata dalla metropolia moldava e assegnata alla metropolia autocefala serbo-croata di Karlovci finché la Bucovina divenne una sede metropolitana autonoma nel 1873 con giurisdizione diretta sul Ducato di Bucovina e provinciale sulla Cisleitania e quindi prese il titolo "di Bucovina e Dalmazia". Dopo l'occupazione romena del 1918 il titolo di Bucovina venne unito a quello moldavo anche se la sede originaria di Černivci (dove era stata costruita la residenza dei metropoliti bucovini e dalmati, oggi Patrimonio dell'umanità dall'Unesco) dipende dal 1941 dalla Chiesa ortodossa russa come sede di una nuova eparchia.

## Organizzazione
La metropolia consta di 3 arcieparchie ed una eparchie. 
- Arcieparchia di Iaşi
- Arcieparchia di Suceava e Rădăuți
- Arcieparchia di Roman e Bacău
- Eparchia di Huși

## Lista dei metropoliti di Moldavia (dal XX secolo Moldavia e Bucovina)
- 1401 Iosif Mușat
- 1436 1447 Damian
- 1447 1452 Ioachim
- 1452 1477 Teoctist I
- 1477 1508 Gheorghe I de Neamțu
- 1509 1528 Teoctist II
- 1528 1530 Calistrat
- 1530 1546 Teofan I
- 1546 1551 Grigorie Roșca
- 1551 1552 Gheorghe II de Bistrița
- 1552 1564 Grigorie II de la Neamț
- 1564 1572 Teofan II
- 1572 1577 Atanasie
- 1578-1579 Teofan II
- 1582 1588 Teofan II
- 1588 1591 Gheorghe III Movilă
- 1591 1594 Nicanor
- 1595-1600 Gheorghe III Movilă
- 1600-1601 vacanță
- 1601-1605 Gheorghe III Movilă
- 1605-1608 Teodosie Barbovschi
- 1608 1629 Anastasie Crimca
- 1629-1632 Anastasie II
- 1632 1653 Varlaam Moțoc
- 1653 1659 Ghedeon
- 1659 1666 Sava

.../...
- 1670 1671 Ghedeon
- 1671 1674 Dosoftei Bărilă

.../...
- 1675 1686 Dosoftei Bărilă
- 1686 1689 Calistrat Vartic
- 1689 1701 Sava de la Roman

.../...
- 1708 1722 Ghedeon
- 1722 1730 Gheorghe IV
- 1730 1740 Antonie
- 1740 1750 Nechifor
- 1750-1760 Iacob Putneanul
- 1761 1786 Gavriil Callimachi
- 1786 1788 Leon Gheucă
- 1788 1792 Ambrozie Serebrenicov
- 1792 1803 Iacob Stamati
- 1803 1842 Veniamin Costache

.../...
- 1851 1860 Sofronie Miclescu
- 1865 1875 Calinic Miclescu
- 1875 1902 Iosif Naniescu
- 1902 1908 Partenie Clinceni
- 1909 1934 Pimen Georgescu
- 1934 1939 Nicodim Munteanu
- 1939 1947 Irineu Mihălcescu
- 1947 1948 Justinian Marina
- 1948 1950 vacante
- 1950 1956 Sebastian Rusan
- 1957 1977 Iustin Moisescu
- 1977 1986 Teoctist Arăpașu
- 1986 1990 vacante
- 1990 2007 Daniel Ciobotea
- dal 2008  Teofan Savu